# Boops
Boops is een geslacht van straalvinnige vissen uit de familie van zeebrasems (Sparidae). Het geslacht is voor het eerst wetenschappelijk beschreven in 1814 door Cuvier.

## Soorten
- Boops boops (Linnaeus, 1758) – Bokvis
- Boops lineatus (Boulenger, 1892)